# Tonic Trouble
 (mars 2017).
Si vous disposez d'ouvrages ou d'articles de référence ou si vous connaissez des sites web de qualité traitant du thème abordé ici, merci de compléter l'article en donnant les références utiles à sa vérifiabilité et en les liant à la section « Notes et références ».
Tonic Trouble est un jeu de plate-formes développé par Ubisoft Montréal en 1999 et qui a pour cadre une Planète Terre devenue chaotique par la faute d'un extraterrestre imprudent.
La version PC du jeu existe en deux versions différentes. L'une semblable à la version Nintendo 64, et l'autre, appelée Tonic Trouble: Special Edition, qui comprend entre autres des objets bonus, des ennemis supplémentaires (certains personnages ont au contraire disparus, tel que l'agent XYZ) et des niveaux différents, plus ouverts. Celle-ci a été distribuée avec certains ordinateurs Compaq et certaines cartes graphiques Matrox Mystique G200.

## Histoire

### Synopsis
L'histoire débute avec Ed, un extraterrestre assez maladroit qui est en train de nettoyer un vaisseau spatial. En voyant une bestiole verte similaire à un cloporte, il gesticule dans tous les sens pour pouvoir l'écraser. Fatigué de son remue-ménage, il va voir une canette - contenant un liquide aux propriétés étranges - sur une étagère et la boit. La boisson ne lui réussit pas : il la recrache. Par la suite il va jeter la canette accidentellement par-dessus bord. Celle-ci atterrit sur Terre et tombe entre les mains du barbare Grögh. Grâce à cette canette, il transforme le monde en un endroit déjanté et dangereux dont il est le maître absolu. Ed est alors condamné à réparer ses erreurs en récupérant la fameuse canette. Malheureusement, son vaisseau s'écrase dans une montagne et il se retrouve seul. Avec l'aide du Doc et de sa fille Suzy, il part à la recherche d'anciens objets du Doc éparpillés sur Terre (hélices, ressorts, plumes...) qui permettront au scientifique de créer la machine qui propulsera Ed dans le royaume de son ennemi.

### Personnages
- Ed : un extraterrestre gaffeur, responsable de la transformation de la Terre. Il doit désormais réparer ses dégâts. On remarque clairement qu'il est amoureux de Suzy : lorsque l'on fait "Game Over", quand on choisit Grögh (Quit), ce dernier le "balance" et quand on choisit Suzy (Continue), il a droit à pleins de bisous auxquels il ne reste pas indifférent... Quand Suzy apparaît à la fin du jeu il sourit avec 3 petits cœurs rouges au-dessus de sa tête. Plus minoritairement on peut noter que Doc, son père, dit au début jeu "Dites, jeune homme, quand vous aurez fini de courtiser ma fille...", lorsqu'il est enfermé.
- Grögh : un barbare minable, qui en buvant la canette magique menace de devenir le maître du monde.
- Le Pharmacien : un associé de Grögh qui concocte le "grögha", une mixture à base d'extraits du liquide de la canette.
- Le Doc : une fois libre, il vous aide à vous rendre dans le château de Grögh. C'est un personnage excité.
- Suzy : pour vous remercier d'avoir libéré son père le Doc, elle vous aide à progresser dans votre quête et apparaît à la fin de chaque niveau. Elle aime Ed réciproquement : elle l'appelle "mon Edounet" à partir du niveau Glace Cocktail et "mon trésor" à la fin du jeu. Également à la fin quand Ed vient vers Suzy elle le prend dans ses bras et manquent de s'embrasser à cause de la canette qui se met à remuer dans la main de Ed.
- Agent Xyz, coordinateur de la Résistance : un personnage mystérieux caché derrière un journal qui vous aide lui aussi.

## Système de jeu
Le jeu ressemble énormément à Rayman 2 du même éditeur.[réf. nécessaire] Très fluide, les niveaux sont truffés d'éléments différents possédant tous une petite animation amusante et l'action est omniprésente. L'un de ses seuls défauts est le système de caméra qui n'est pas très au point, obligeant le joueur à s'arrêter pour recentrer la caméra.

## Accueil
- GameSpot : 3/10 (N64)[1]
- IGN : 5/10 (N64)[2] - 6,3/10 (PC)[3] - 6/10 (GBC)[4]
- Jeuxvideo.com : 15/20 (PC)[5]